# Vaulx-Milieu
Pour les articles homonymes, voir Vaulx.
Vaulx-Milieu est une commune française de l'unité urbaine de Villefontaine, située dans le département de l'Isère, en région Auvergne-Rhône-Alpes.
En 1966, à la suite de la décision de mise en place par le gouvernement français d'un nouveau schéma d'aménagement urbain pour la région lyonnaise, Vaulx-Milieu, avec quatre autres communes, fut intégrée dans le projet de la ville nouvelle de L'Isle-d'Abeau, définitivement créée en 1968.
Depuis 2007, la commune de Vaulx-Milieu est adhérente à la communauté d'agglomération Porte de l'Isère qui remplace la ville nouvelle, et reste facilement accessible aux voies de grandes circulations, telles que l'ancienne route nationale 6 et l'autoroute A43.
Au point de vue historique, la commune héberge une ancienne commanderie des Templiers.
Ses habitants sont dénommés les Vaulxois.

## Géographie

### Description et situation
Située dans la plaine du bas-Dauphiné également dénommée sous le vocable de Nord-Isère Vaulx-Milieu resta jusqu'à la seconde moitié du XXe siècle un modeste village de type rural correspondant à ce qui est encore, en 2017, le bourg central.
Se positionnant à l'extrémité de la partie orientale de l'agglomération lyonnaise, la commune a été rattachée à la fin des années 1960, à la ville nouvelle de L'Isle-d'Abeau. Ce fut, durant cette période, le début d'un accroissement de sa population mais de façon plus modérées que les deux villes voisines de Villefontaine et de L'Isle-d'Abeau.
La mairie se situe, par la route, à 33 km du centre de Lyon, préfecture de la région Auvergne-Rhône-Alpes, à 74 km de Grenoble, préfecture du département de l'Isère, à 332 km de Marseille et à 503 km de Paris.

### Communes limitrophes
Les communes limitrophes sont  Four, Frontonas, L'Isle-d'Abeau et Villefontaine.

### Géologie et relief

Situation du Nord-Isère

Vaulx-Milieu se situe au cœur d'une pénéplaine accidentée avec des collines miocènes, éminences qui séparent les vallées de rivières toutes tributaires du Rhône. Au nord de la plaine berjalienne se présente un modeste massif calcaire jurassique dénommé localement l'Isle-Crémieu du fait de son élévation. Celui-ci se prolonge jusqu'à la commune voisine de La Verpillière.
Les glaciations qui se sont succédé au cours du Quaternaire sont à l'origine du modelé actuel de la plaine, les produits antéglaciaires restant profondément enfoui sous les dépôts d'alluvions liés à l'écoulement des eaux lors de la fonte des glaces.

### Climat
Pour des articles plus généraux, voir Climat d'Auvergne-Rhône-Alpes et Climat de l'Isère.
En 2010, le climat de la commune est de type climat océanique altéré, selon une étude du Centre national de la recherche scientifique s'appuyant sur une série de données couvrant la période 1971-2000. En 2020, Météo-France publie une typologie des climats de la France métropolitaine dans laquelle la commune est exposée à un climat de montagne ou de marges de montagne et est dans la région climatique Moyenne vallée du Rhône, caractérisée par un bon ensoleillement en été (fraction d’insolation > 60 %), une forte amplitude thermique annuelle (4 à 20 °C), un air sec en toutes saisons, orageux en été, des vents forts (mistral), une pluviométrie élevée en automne (250 à 300 mm).
Pour la période 1971-2000, la température annuelle moyenne est de 11,9 °C, avec une amplitude thermique annuelle de 17,8 °C. Le cumul annuel moyen de précipitations est de 950 mm, avec 9,7 jours de précipitations en janvier et 6,6 jours en juillet. Pour la période 1991-2020, la température moyenne annuelle observée sur la station météorologique de Météo-France la plus proche, « Bourgoin », sur la commune de Bourgoin-Jallieu à 8 km à vol d'oiseau, est de 12,4 °C et le cumul annuel moyen de précipitations est de 844,0 mm,. Pour l'avenir, les paramètres climatiques de la commune estimés pour 2050 selon différents scénarios d'émission de gaz à effet de serre sont consultables sur un site dédié publié par Météo-France en novembre 2022.

### Hydrographie
La partie septentrionale du territoire communal est traversé par la Bourbre, canalisé dans ce secteur. Il s'agit d'un affluent direct en rive gauche du Rhône. Cette rivière dont le cours est de 72,2 km se présente sous la forme d'un modeste canal longeant la voie autoroutière et séparant celle-ci du centre commercial des Sayes (photo).
La commune héberge également deux étangs sur son territoire : l'étang Saint-Bonnet, situé en limite du territoire de villefontaine et l'étang des trois eaux.

### Voies de communication
Le territoire communal est desservi par d'importantes voies routières dont une autoroute et une ancienne route nationale :
- L'autoroute A 43 / E 70 qui relie directement la commune avec les agglomérations de Lyon, Grenoble (via l'A 48) et Chambéry ainsi qu'avec l'aéroport de Lyon-Saint-Exupéry, et la commune est desservie par une sortie :

 6 à 25 km : Villefontaine, La Verpillière, Vaulx-Milieu, L'Isle-d'Abeau-Parc Technologique
- L'ex route nationale 6, déclassée en voie départementale sous l'appellation « RD 1006 » de la limite entre les départements du Rhône et de l'Isère jusqu'à la frontière italienne.

### Transports publics
Trains

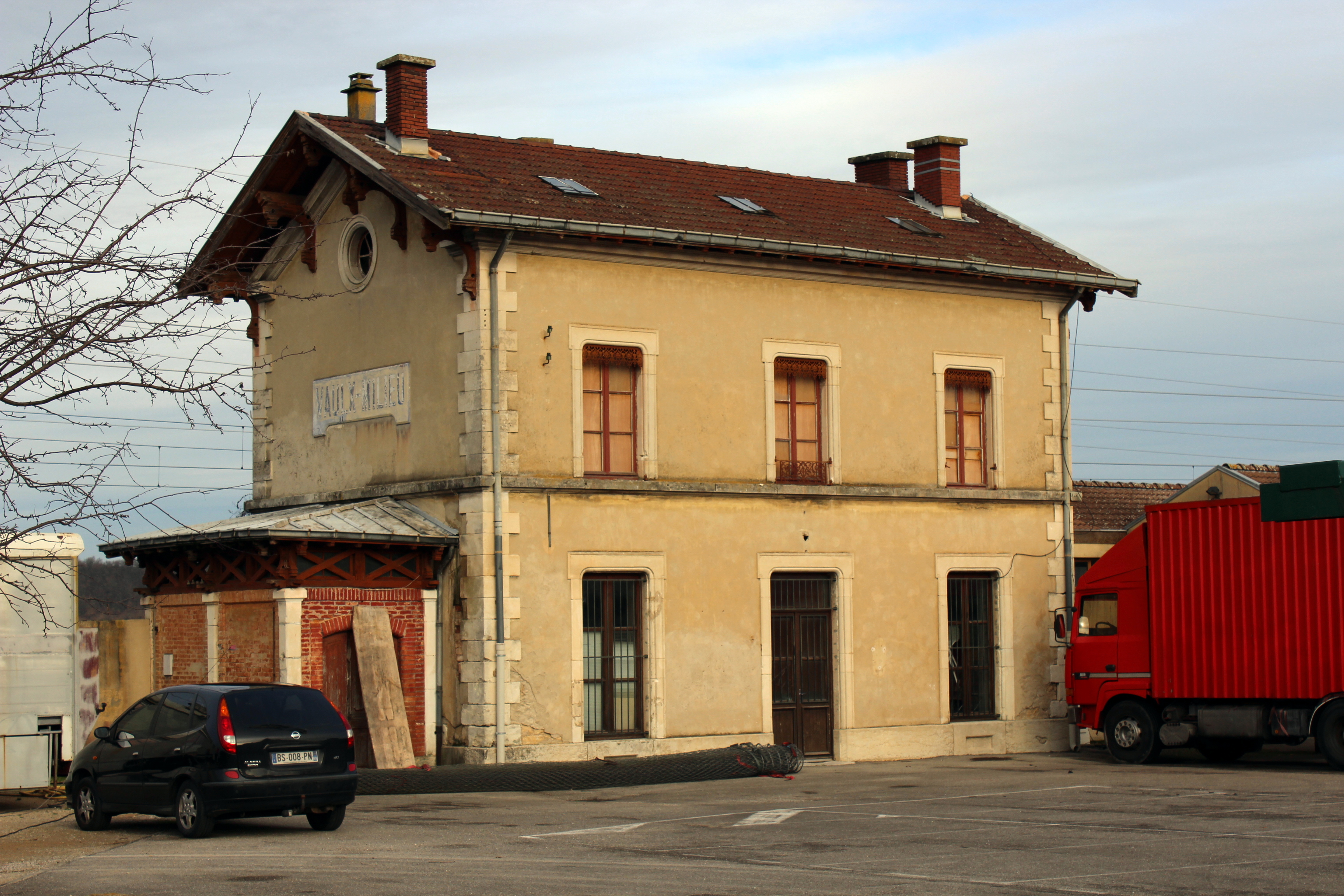
L'ancienne gare de Vaulx-Milieu.

La gare de Vaulx-Milieu est une ancienne gare ferroviaire fermée de la ligne Lyon-Perrache à Marseille-Saint-Charles. Elle est fermée depuis 1985, remplacée par la nouvelle gare de L'Isle-d'Abeau desservie par le TER Lyon Perrache/Saint-André-le-Gaz/Grenoble, située à moins de trois kilomètres.
Autobus
La commune est reliée aux autres communes de sa communauté d'agglomération par un service de transports en commun dénommé Réseau urbain Bourgoin-Jallieu - Agglomération nouvelle et plus connu sous l'acronyme « RUBAN ».

## Urbanisme

### Typologie
Au 1er janvier 2024, Vaulx-Milieu est catégorisée ceinture urbaine, selon la nouvelle grille communale de densité à sept niveaux définie par l'Insee en 2022.
Elle appartient à l'unité urbaine de Villefontaine, une agglomération intra-départementale regroupant six  communes, dont elle est une commune de la banlieue,,. Par ailleurs la commune fait partie de l'aire d'attraction de Lyon, dont elle est une commune de la couronne,. Cette aire, qui regroupe 397 communes, est catégorisée dans les aires de 700 000 habitants ou plus (hors Paris),.

### Occupation des sols
L'occupation des sols de la commune, telle qu'elle ressort de la base de données européenne d’occupation biophysique des sols Corine Land Cover (CLC), est marquée par l'importance des territoires agricoles (65,2 % en 2018), en diminution par rapport à 1990 (69,1 %). La répartition détaillée en 2018 est la suivante : 
terres arables (53,8 %), forêts (14,3 %), zones urbanisées (12,2 %), zones agricoles hétérogènes (11,5 %), zones industrielles ou commerciales et réseaux de communication (8,2 %). L'évolution de l’occupation des sols de la commune et de ses infrastructures peut être observée sur les différentes représentations cartographiques du territoire : la carte de Cassini (XVIIIe siècle), la carte d'état-major (1820-1866) et les cartes ou photos aériennes de l'IGN pour la période actuelle (1950 à aujourd'hui).

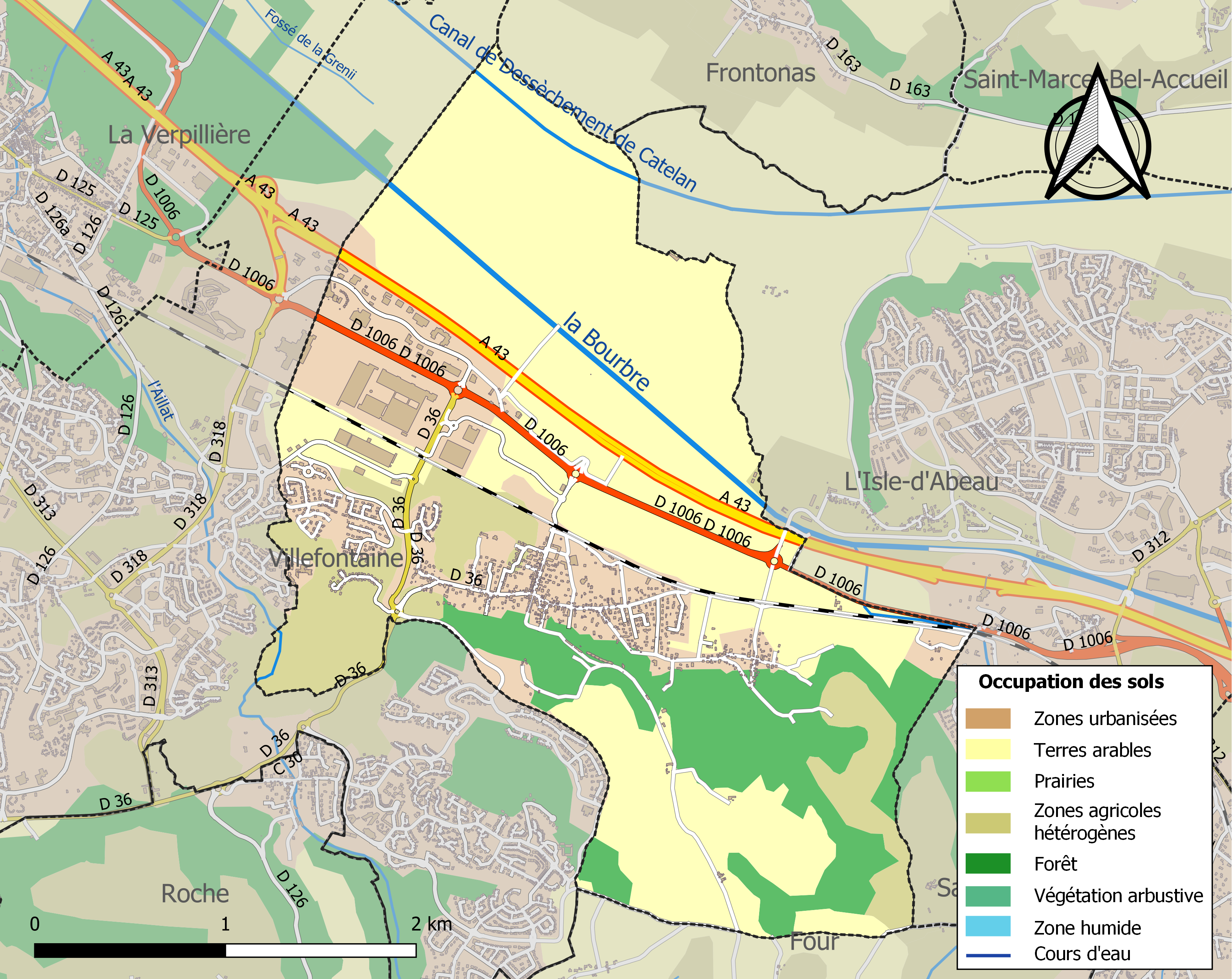
Carte des infrastructures et de l'occupation des sols de la commune en 2018 (CLC).

### Hameaux lieux-dits et écarts
Voici, ci-dessous, la liste la plus complète possible des divers hameaux, quartiers et lieux-dits résidentiels urbains comme ruraux, ainsi que les écarts qui composent le territoire de la commune de Vaulx-Milieu, présentés selon les références toponymiques fournies par le site géoportail de l'Institut géographique national.
| - les Portions - les Marais - Ferme de l'Espérance - le Grand Culas - le Plan - la Verne - les Guinguettes - Panchaud (Bois) | - les Brosses - Muissiat - la cime de Vaulx - le Grand Piré - la Marmetière - Hameau du Bois - Charafeuille (Bois) - Luissiat | - Monbaly (Château) - Belmont - le Temple de Vaulx - Montgeard - les Allues - Couchut - la Ra - Fitina (Bois) |

### Risques naturels et technologiques majeurs

#### Risques sismiques
L'ensemble du territoire de la commune de Bonnefamille est situé en zone de sismicité n°3 (modérée), comme la plupart des communes de son secteur géographique.
| Type de zone | Niveau            | Définitions (bâtiment à risque normal) |
| ------------ | ----------------- | -------------------------------------- |
| Zone 3       | Sismicité modérée | accélération = 1,1 m/s2                |

## Histoire

### Préhistoire et Antiquité
Le secteur actuel de Vaulx-Milieu se situe à l'ouest du territoire antique des Allobroges, ensemble de tribus gauloises occupant l'ancienne Savoie, ainsi que la partie du Dauphiné, située au nord de la rivière Isère.
Une fouille archéologique réalisée en 2017 par Archeodunum a révélé un établissement rural antique associé à une vaste nécropole à crémations et inhumations.

### Moyen Âge
Vaulx et Milieu formaient alors deux villages distincts, ceux-ci relevant de deux seigneuries rivales. D'une part, les Emé de Saint Julien au XVIe siècle et d'autre part la famille des Vaulx qui au cours du XVIIe siècle regroupèrent entre leurs mains la plus grande partie des terres de la future commune.

#### Les Templiers et les Hospitaliers
Durant la période médiévale, la commanderie de Vaulx des Templiers puis des Hospitaliers de l'ordre de Saint-Jean de Jérusalem était un relais pour les pèlerins se dirigeant vers la Lombardie.

### Époque contemporaine

#### Révolution française
Dès le début de la Révolution, le seigneur du lieu, Pierre-Marie de Vaulx rejoint les aristocrates émigrés. Le château de Vaulx est envahi, pillé, puis brûlé. Ce qu'il en resta fut vendu par la Convention comme bien national. Le château fut ensuite démoli.

## Politique et administration

### Administration municipale
En 2019 et conformément à sa population le conseil municipal de Vaulx-Milieu est constitué de dix-neuf membres (dix femmes et neuf hommes), dont un maire, quatre adjoints au maire, trois conseillers délégués et onze conseillers municipaux. Le maire est également conseiller communautaire délégué chargé du Plan Local d’Urbanisme (PLU) et du Plan d’Aménagement Durable (PAD).

### Liste des maires
| Période                                  | Période   | Identité           | Étiquette | Qualité                           |
| ---------------------------------------- | --------- | ------------------ | --------- | --------------------------------- |
| Les données manquantes sont à compléter. |           |                    |           |                                   |
| 1944                                     | 1947      | Benoît-Jean Pradel |           |                                   |
| 1947                                     | 1950      | Eugène Antoinat    |           |                                   |
| 1950                                     | 1960      | Francisque Ferlet  |           |                                   |
| 1960                                     | 1975      | Constant Barral    |           | Agriculteur, président de la CBSA |
| 1975                                     | mars 1983 | Georges Lacroute   | DVG       |                                   |
| mars 1983                                | mars 2008 | Edmond Gonnet      | DVD       |                                   |
| mars 2008                                | mars 2014 | Serge Fournier     | DVD       | Retraité                          |
| mars 2014                                | En cours  | Dominique Berger   | DVD       | Agriculteur                       |

### Tendances politiques et résultats
| Scrutin             | Scrutin             | 1er tour | 1er tour | 1er tour | 1er tour | 1er tour | 1er tour | 1er tour | 1er tour  | 1er tour | 1er tour | 1er tour | 1er tour | 2d tour | 2d tour | 2d tour | 2d tour | 2d tour | 2d tour |
| Scrutin             | Scrutin             | 1er      | 1er      | %        | 2e       | 2e       | %        | 3e       | 3e        | %        | 4e       | 4e       | %        | 1er     | 1er     | %       | 2e      | 2e      | %       |
| ------------------- | ------------------- | -------- | -------- | -------- | -------- | -------- | -------- | -------- | --------- | -------- | -------- | -------- | -------- | ------- | ------- | ------- | ------- | ------- | ------- |
| Présidentielle 2017 | Présidentielle 2017 |          | FN       | 25,35    |          | EM       | 24,88    |          | LR        | 17,32    |          | LFI      | 16,59    |         | EM      | 61,69   |         | FN      | 38,31   |
| Présidentielle 2022 | Présidentielle 2022 |          | LREM     | 29,02    |          | RN       | 26,00    |          | LFI       | 15,68    |          | REC      | 9,35     |         | LREM    | 55,13   |         | RN      | 44,87   |
| Législatives 2022   | 10e                 |          | Ren-Ens  | 30,21    |          | RN       | 24,41    |          | LFI-Nupes | 22,41    |          | LR       | 8,14     |         | Ren     | 57,68   |         | RN      | 42,32   |
| Législatives 2024   | 10e                 |          | RN       | 41,74    |          | Ren-Ens  | 28,42    |          | LFI-NFP   | 21,06    |          | LR       | 7,74     |         | RN      | 56,68   |         | LFI     | 43,32   |

## Population et société

### Démographie
L'évolution du nombre d'habitants est connue à travers les recensements de la population effectués dans la commune depuis 1793. Pour les communes de moins de 10 000 habitants, une enquête de recensement portant sur toute la population est réalisée tous les cinq ans, les populations de référence des années intermédiaires étant quant à elles estimées par interpolation ou extrapolation. Pour la commune, le premier recensement exhaustif entrant dans le cadre du nouveau dispositif a été réalisé en 2005.

En 2022, la commune comptait 2 495 habitants, en évolution de −1,46 % par rapport à 2016 (Isère : +3,07 %, France hors Mayotte : +2,11 %).
| 1793 | 1800 | 1806 | 1821 | 1831 | 1836 | 1841 | 1846 | 1851 |
| ---- | ---- | ---- | ---- | ---- | ---- | ---- | ---- | ---- |
| 455  | 556  | 495  | 657  | 758  | 747  | 793  | 790  | 764  |

| 1856 | 1861 | 1866 | 1872 | 1876 | 1881 | 1886 | 1891 | 1896 |
| ---- | ---- | ---- | ---- | ---- | ---- | ---- | ---- | ---- |
| 739  | 713  | 731  | 709  | 694  | 709  | 730  | 682  | 585  |

| 1901 | 1906 | 1911 | 1921 | 1926 | 1931 | 1936 | 1946 | 1954 |
| ---- | ---- | ---- | ---- | ---- | ---- | ---- | ---- | ---- |
| 579  | 607  | 565  | 565  | 508  | 559  | 508  | 532  | 524  |

| 1962 | 1968 | 1975 | 1982  | 1990  | 1999  | 2005  | 2006  | 2010  |
| ---- | ---- | ---- | ----- | ----- | ----- | ----- | ----- | ----- |
| 609  | 641  | 672  | 1 443 | 2 153 | 2 216 | 2 087 | 2 069 | 2 435 |

| 2015  | 2020  | 2022  | - | - | - | - | - | - |
| ----- | ----- | ----- | - | - | - | - | - | - |
| 2 472 | 2 528 | 2 495 | - | - | - | - | - | - |

### Enseignement
La commune est située dans l'académie de Grenoble.

### Équipements culturels, sportifs et de loisirs
Cette commune possède de nombreuses activés et loisirs, tels que le site de l'étang Saint-Bonnet, celui de l'étang des Trois Eaux, le stade de football et le boulodrome.

### Médias
Radio
La commune est couverte par des antennes locales de radios dont France Bleu Isère, Radio ISA, Hot Radio, Tonic radio et Couleurs FM). De par sa proximité avec l'agglomération lyonnaise, la plupart des radios lyonnaises peuvent être reçues.
Presse écrite
Historiquement, le quotidien à grand tirage Le Dauphiné libéré consacre, chaque jour, y compris le dimanche, dans son édition du Nord-Isère, un ou plusieurs articles à l'actualité de la ville, ainsi que des informations sur les éventuelles manifestations locales, les travaux routiers, et autres événements divers à caractère local.

### Cultes

#### Culte catholique
La communauté catholique et l'église de Vaulx-Milieu (propriété de la commune) dépend du diocèse de Grenoble-Vienne et de la paroisse Saint-Paul-des-Quatre-Vents, dont le siège est fixé dans la commune voisine de Villefontaine.

## Culture locale et patrimoine

### Lieux et monuments
- Église Sainte-Madeleine de Vaulx-Milieu

Vestiges de la Tour des Templiers
Ancienne commanderie de l'ordre du Temple fondée entre 1130 et 1150, devenue par la suite membre de la Commanderie Saint-Georges de Lyon après sa  dévolution aux Hospitaliers.
Manoir de Monbaly, ou Château de Montbaly/Montbailly
Il s'agit d'une ancienne maison forte qui date des XVe et XVIe siècles. Restauré en partie au XIXe siècle par son propriétaire, l'architecte lyonnais Léon Charvet, il est vendu en 1889 à un autre lyonnais Emile Chambe. Ses fils Joseph (futur maire de Frontonas, Isère) et René Chambe, né la même année à Lyon, futur général de brigade aérienne et écrivain, y passent leur enfance de 1889 à 1908. Le "château de Monbaly" est au centre de trois des livres autobiographiques de René Chambe : Souvenirs de chasse pour Christian (Flammarion, 1963), Le cor de Monsieur de Boismorand (Presses de la Cité, 1971) et Les cerises de Monsieur Chaboud (Plon, 1983). Après sa vente en 1908 par la veuve Chambe à Henry Brunet-Lecomte, industriel du textile de Bourgoin-Jallieu, le château subit jusqu'en 1910 d'importantes modifications qui lui donne son aspect néo-médiéval, notamment sa façade sud à redents.

### Patrimoine naturel

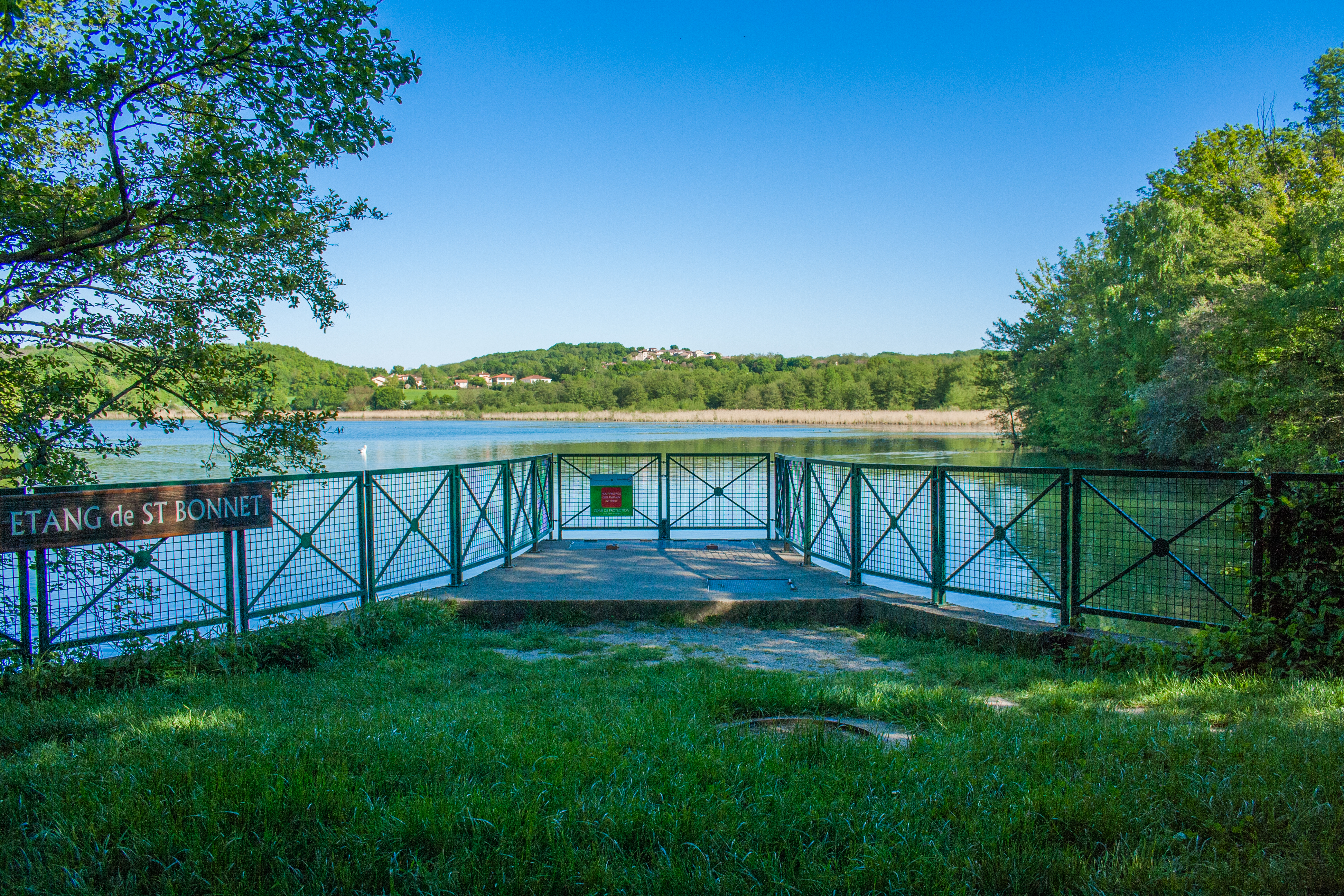
L'étang de saint Bonnet, situé entre Vaulx-Milieu et Villefontaine

La réserve naturelle régionale de l'étang de Saint-Bonnet est en grande partie sur le territoire communal. La réserve naturelle régionale de l'étang de Saint-Bonnet, partagé avec la commune voisine de Villefontaine a été classée en 1987, occupe une surface de 51,4 hectares.

### Personnalités liées à la commune
- René Chambe (1889 - 1983) est un général français, aviateur et écrivain qui vécut une partie de son enfance au château de Monbaly, à Vaulx-Milieu (voir Pavillon des Quatre Vents).

### Héraldique
| Blason de Vaulx-Milieu | Blason  | Taillé : au 1er d'or à la fontaine du lieu de sinople, au 2d de sinople au dauphin d'or. |
| Blason de Vaulx-Milieu | Détails | Le statut officiel du blason reste à déterminer.                                         |